# Llebre Roja
Llebre Roja (xinès tradicional: 赤兔馬, xinès simplificat: 赤兔马, pinyin: Chìtù mǎ) va ser el cavall de Lü Bu durant el període dels Tres Regnes de la Xina. Els registres històrics només esmenten al cavall quan Lü Bu temporalment serveix de subordinat de Yuan Shao; en el moment que ell carrega contra els exèrcits de Zhang Yan muntant a Llebre Roja. A la novel·la "Romance of the Three Kingdom" se'n fa una lloança:
| « | "He sentit que Sa Excel·lència té un cavall famós, anomenat 'Llebre Roja', que pot cavalcar mil "li" en un sol dia. | » |